# Hopeless Fountain Kingdom
Albums de Halsey
Badlands
(2015) Manic
(2020)
Singles
1. Now or Never (en)
Sortie : 4 avril 2017
2. Bad at Love
Sortie : 22 août 2017
3. Alone (en)
Sortie : 15 mars 2018

Hopeless Fountain Kingdom (stylisé en minuscules) est le deuxième album studio de l'auteure-compositrice-interprète américaine Halsey. Il est sorti le 2 juin 2017, publié par le label Astralwerks.

## Promotion

### Singles et singles promotionnels
Le premier single, Now or Never (en), sort le 4 avril 2017. Le clip vidéo est publié sur YouTube le même jour. Il est filmé à Mexico et est réalisé par Halsey et Sing J Lee,. Le mois suivant sortent deux singles promotionnels : Eyes Closed (en) qui est diffusé pour la première fois durant l'émission de Zane Lowe sur la radio Beats 1 d'Apple Music puis Strangers (en) featuring Lauren Jauregui.
Le deuxième single est Bad at Love. Il est envoyé aux radios pop américaines (en) le 22 août 2017 et le clip vidéo est publié le 30 août 2017. Aux États-Unis, il atteint la cinquième place du Billboard Hot 100 et la première place des tops Hot Dance Club Songs et Dance/Mix Show Airplay (en),. Le troisième single est une version remixée de la chanson Alone (en) avec le rappeur américain Big Sean et la chanteuse et rappeuse britannique Stefflon Don en featuring. Il sort le 15 mars 2018 et le clip vidéo est publié le 6 avril 2018.

### Tournée
La tournée Hopeless Fountain Kingdom Tour (en) commence le 29 septembre 2017 à la Mohegan Sun Arena à Uncasville dans le Connecticut et se termine le 26 septembre 2018 à Berlin en Allemagne,. Plusieurs artistes assurent la première partie d'Halsey lors de cette tournée, dont Charli XCX et PartyNextDoor aux États-Unis, Kehlani en Océanie et Lauren Jauregui en Amérique latine.

## Accueil

### Accueil critique
Sur le site web Metacritic, l'album Hopeless Fountain Kingdom obtient le score de 66/100, note moyenne basée sur dix critiques, ce qui correspond à des critiques généralement favorables.

### Accueil commercial
Aux États-Unis, Hopeless Fountain Kingdom est premier du Billboard 200 lors de sa première semaine d'exploitation avec 106 000 unités écoulées. Il est le premier album d'Halsey numéro un du top albums américains.

## Liste des pistes
| Édition standard | Édition standard                           | Édition standard                                                                                    | Édition standard                            | Édition standard | Édition standard | Édition standard | Édition standard | Édition standard | Édition standard |
| No               | Titre                                      | Auteur                                                                                              | Producteur                                  | Durée            |                  |                  |                  |                  |                  |
| ---------------- | ------------------------------------------ | --------------------------------------------------------------------------------------------------- | ------------------------------------------- | ---------------- | ---------------- | ---------------- | ---------------- | ---------------- | ---------------- |
| 1.               | The Prologue                               | - Ashley Frangipane - Peder Losnegård - Chris Braide (en)                                           | Lido (en)                                   | 1:47             |                  |                  |                  |                  |                  |
| 2.               | 100 Letters                                | - Ashley Frangipane - Eric Frederic                                                                 | Ricky Reed                                  | 3:29             |                  |                  |                  |                  |                  |
| 3.               | Eyes Closed (en)                           | - Ashley Frangipane - Abel Tesfaye - Benjamin Levin - Nathan Perez - Magnus August Høiberg          | - Benny Blanco - Happy Perez - Cashmere Cat | 3:22             |                  |                  |                  |                  |                  |
| 4.               | Alone (en)                                 | - Ashley Frangipane - Eric Frederic - Dan Wilson - Josh Carter - Anthony Hester                     | - Ricky Reed - Josh Carter                  | 3:25             |                  |                  |                  |                  |                  |
| 5.               | Now or Never (en)                          | - Ashley Frangipane - Brittany Hazzard (en) - Benjamin Levin - Nathan Perez - Magnus August Høiberg | - Benny Blanco - Cashmere Cat - Happy Perez | 3:34             |                  |                  |                  |                  |                  |
| 6.               | Sorry (en)                                 | - Ashley Frangipane - Greg Kurstin                                                                  | Greg Kurstin                                | 3:40             |                  |                  |                  |                  |                  |
| 7.               | Good Mourning                              | - Ashley Frangipane - Magnus August Høiberg                                                         | Lido                                        | 1:07             |                  |                  |                  |                  |                  |
| 8.               | Lies (featuring Quavo)                     | - Ashley Frangipane - Quavious Marshall - Magnus August Høiberg                                     | Lido                                        | 2:29             |                  |                  |                  |                  |                  |
| 9.               | Walls Could Talk                           | - Ashley Frangipane - Magnus August Høiberg                                                         | Lido                                        | 1:41             |                  |                  |                  |                  |                  |
| 10.              | Bad at Love                                | - Ashley Frangipane - Eric Frederic - Justin Tranter (en) - Rogét Chahayed (en)                     | - Ricky Reed - Rogét Chahayed               | 3:01             |                  |                  |                  |                  |                  |
| 11.              | Strangers (en) (featuring Lauren Jauregui) | - Ashley Frangipane - Greg Kurstin                                                                  | Greg Kurstin                                | 3:41             |                  |                  |                  |                  |                  |
| 12.              | Devil in Me                                | - Ashley Frangipane - Sia Furler - Greg Kurstin                                                     | Greg Kurstin                                | 4:09             |                  |                  |                  |                  |                  |
| 13.              | Hopeless (featuring Cashmere Cat)          | - Ashley Frangipane - Benjamin Levin - Magnus August Høiberg - Joshua Coleman (en)                  | - Benny Blanco - Cashmere Cat               | 3:07             |                  |                  |                  |                  |                  |
| 38:32            |                                            | |                                             |                  |                  |                  |                  |                  |                  |

## Classements et certifications
| Classement (2017)                       | Meilleure position |
| --------------------------------------- | ------------------ |
| Allemagne (Media Control AG)            | 27                 |
| Australie (ARIA)                        | 2                  |
| Autriche (Ö3 Austria Top 40)            | 20                 |
| Belgique (Flandre Ultratop)             | 14                 |
| Belgique (Wallonie Ultratop)            | 64                 |
| Canada (Canadian Albums)                | 1                  |
| Danemark (Tracklisten)                  | 24                 |
| Écosse (OCC)                            | 13                 |
| Espagne (Promusicae)                    | 13                 |
| États-Unis (Billboard 200)              | 1                  |
| États-Unis (Current Albums)             | 1                  |
| États-Unis (Internet Albums)            | 14                 |
| États-Unis (Tastemakers)                | 5                  |
| États-Unis (Top Album Sales)            | 1                  |
| États-Unis (Digital Albums)             | 1                  |
| États-Unis (Vinyl Albums)               | 1                  |
| Finlande (Suomen virallinen lista)      | 17                 |
| France (SNEP)                           | 83                 |
| Grèce (IFPI)                            | 26                 |
| Irlande (OCC)                           | 7                  |
| Italie (FIMI)                           | 15                 |
| Norvège (VG-lista)                      | 11                 |
| Nouvelle-Zélande (RIANZ)                | 6                  |
| Pays-Bas (Mega Album Top 100)           | 15                 |
| Portugal (AFP)                          | 16                 |
| Tchéquie (IFPI)                         | 20                 |
| Royaume-Uni (UK Albums Chart)           | 12                 |
| Royaume-Uni (UK Albums Downloads Chart) | 13                 |
| Royaume-Uni (UK Albums Sales Chart)     | 16                 |
| Royaume-Uni (UK Albums Streaming Chart) | 7                  |
| Royaume-Uni (UK Physical Albums Chart)  | 19                 |
| Royaume-Uni (UK Vinyl Albums Chart)     | 13                 |
| Suède (Sverigetopplistan)               | 27                 |
| Suisse (Schweizer Hitparade)            | 24                 |

| Classement (2017)           | Position |
| --------------------------- | -------- |
| Australie (ARIA Charts)     | 81       |
| Belgique (Flandre Ultratop) | 194      |
| États-Unis (Billboard 200)  | 61       |
| Classement (2018)           | Position |
| États-Unis (Billboard 200)  | 51       |
| Classement (2019)           | Position |
| États-Unis (Billboard 200)  | 165      |

| Région | Certification | Ventes/Streams |
| --- | ------------- | -------------- |
| Brésil (ABPD) | Or            | 20 000*        |
| Canada (Music Canada) | Platine       | 80 000^        |
| États-Unis (RIAA) | Platine       | 1 000 000‡     |
| Mexique (AMPROFON) | Or            | 30 000^        |
| Royaume-Uni (BPI) | Argent        | 60 000^        |
| *Ventes selon la certification ^Mise en rayon selon la certification xNon précisé par la certification ‡ventes/streaming selon la certification |               |                |